# Team NSP/2011
Deze pagina geeft een overzicht van de Team NSP-wielerploeg in 2011.

## Algemeen
Algemeen manager: Thomas Kohlhepp
Ploegleiders: Lars Wackernagel, Andreas Petermann, Michael Rich, Michael Schulz
Fietsmerk: Ghost

## Renners
| Naam                        | Geboortedatum | Nationaliteit | Ploeg 2010                |
| --------------------------- | ------------- | ------------- | ------------------------- |
| Sebastian Baldauf           | 22-02-1989    | Duitsland     | Vorarlberg-Corratec       |
| Fabian Bruno                | 10-04-1991    | Duitsland     | Neo                       |
| Markus Eichler (vanaf 15-2) | 18-02-1982    | Duitsland     | Team Milram               |
| Jacob Fiedler               | 20-06-1987    | Duitsland     | geen                      |
| Sven Forberger              | 26-05-1984    | Duitsland     | Neo                       |
| Markus Fothen (vanaf 1-3)   | 09-09-1981    | Duitsland     | Team Milram               |
| Thomas Fothen (vanaf 25-2)  | 06-04-1983    | Duitsland     | Team Milram               |
| Yannick Mayer               | 15-02-1991    | Duitsland     | Heizomat                  |
| Léo Menville                | 11-10-1988    | Frankrijk     | Neo                       |
| Matthias Mortka             | 23-09-1990    | Duitsland     | Neo                       |
| René Obst                   | 21-06-1977    | Duitsland     | Team Nutrixxion Sparkasse |
| Lucas Schädlich             | 25-11-1988    | Duitsland     | Thüringer Energie Team    |
| Jonas Schmeiser             | 11-07-1987    | Duitsland     | Heizomat                  |
| Brian Takacs (vanaf 1-8)    | 11-09-1992    | Duitsland     | Neo                       |
| Tino Thömel                 | 06-06-1988    | Duitsland     | Neo                       |
| Björn Thurau                | 23-07-1988    | Duitsland     | Team Bergstrasse          |

## Overwinningen
Ronde van Normandië
8e etappe: Tino Thömel
Ronde van Griekenland
1e etappe: Tino Thömel
6e etappe: Tino Thömel
Szlakiem Grodów Piastowskich
3e etappe: Tino Thömel
Ronde van Azerbeidzjan
4e etappe: Markus Eichler
Ronde van de Isard
1e etappe: Yannick Mayer
Flèche du Sud
Proloog: Markus Eichler
Ronde van Opper-Oostenrijk
2e etappe: Tino Thömel
2011 · 2012 · 2013